# Brian Maisonneuve
Brian Maisonneuve (ur. 28 czerwca 1973 w Warren w stanie Michigan) – piłkarz amerykański grający na pozycji lewego pomocnika.

## Kariera klubowa
W 1991 roku zaczął uczęszczać na Indiana University i tam też rozpoczął piłkarską karierę. Wraz z drużyną akademicką wygrał Hermann Trophy, a także sięgnął po mistrzostwo akademickie National Collegiate Athletic Association (NCAA). Przez cały okres spędzony w zespole uniwersyteckim zdobył 44 gole, co jest rekordem tej drużyny.
W 1996 roku Maisonneuve został wybrany w drafcie Major League Soccer do drużyny Columbus Crew. Był jednym z dwóch piłkarzy obok Damiana Silvery, który nie miał wcześniej doświadczenia związanego z profesjonalnym futbolem. Od czasu przybycia do Columbus stał się podstawowym zawodnikiem tej drużyny. Już w 1998 roku dotarł z Crew do finału US Open Cup, jednak jego drużyna przegrała w nim 1:2 z Chicago Fire. Przed rozpoczęciem sezonu 2000 Brian doznał ciężkiej kontuzji kostki i cały sezon spędził na leczeniu urazu, toteż ani razu nie pojawił się na boiskach MLS. Do gry wrócił w 2001 roku i szybko przebił się z powrotem do podstawowego składu. W 2002 roku ponownie awansował z Columbus do finału US Open Cup, ale tym razem Crew wygrali w nim 1:0 z Los Angeles Galaxy. Do końca 2003 roku Brian grał w wyjściowym składzie Crew, ale w 2004 roku rozegrał tylko 9 spotkań w Major League Soccer i przegrał rywalizację z nowym nabytkiem klubu, Nowozelandczykiem Simonem Elliottem. Na koniec sezonu zdecydował się zakończyć swoją sportową karierę. Przez 9 sezonów spędzonych w Crew rozegrał 189 spotkań, w których zdobył 23 bramki oraz zaliczył 37 asyst.
| Sezon | Klub          | Kraj              | Rozgrywki           | Mecze | Bramki |
| ----- | ------------- | ----------------- | ------------------- | ----- | ------ |
| 1996  | Columbus Crew | Stany Zjednoczone | Major League Soccer | 15    | 5      |
| 1997  | Columbus Crew | Stany Zjednoczone | Major League Soccer | 32    | 3      |
| 1998  | Columbus Crew | Stany Zjednoczone | Major League Soccer | 13    | 3      |
| 1999  | Columbus Crew | Stany Zjednoczone | Major League Soccer | 29    | 2      |
| 2000  | Columbus Crew | Stany Zjednoczone | Major League Soccer | 0     | 0      |
| 2001  | Columbus Crew | Stany Zjednoczone | Major League Soccer | 25    | 8      |
| 2002  | Columbus Crew | Stany Zjednoczone | Major League Soccer | 26    | 1      |
| 2003  | Columbus Crew | Stany Zjednoczone | Major League Soccer | 23    | 1      |
| 2004  | Columbus Crew | Stany Zjednoczone | Major League Soccer | 9     | 0      |

## Kariera reprezentacyjna
W 1996 roku Maisonneuve znalazł się w 18-osobowej kadrze powołanej na Igrzyska Olimpijskie w Atlancie. W pierwszej reprezentacji Stanów Zjednoczonych zadebiutował 4 czerwca 1997 roku w zremisowanym 0:0 towarzyskim spotkaniu z Paragwajem. W 1998 roku został powołany przez Steve’a Sampsona do kadry na Mistrzostwa Świata we Francji. Tam był podstawowym zawodnikiem i zaliczył trzy spotkania: z Niemcami (0:2), z Iranem (1:2) oraz z Jugosławią (0:1). Mecz z Jugosławią był jego ostatnim w drużynie narodowej, w której łącznie wystąpił 13 razy.